# Henuttaneb
Henuttaneb (Tebe, 1380/1370 a.C. circa – ...) è stata una principessa egizia della XVIII dinastia.

## Famiglia
Henuttaneb, il cui nome significa "Signora delle Due Terre" (che era anche un frequente titolo regale), era una delle figlie del faraone Amenofi III (regno: 1388 - 1350/49 a.C.), della XVIII dinastia, e della Grande sposa reale Tiy. Era quindi sorella di Akhenaton, oltre che del principe ereditario Thutmose, premorto al padre.  Fu la terzogenita della coppia reale, nata dopo la principessa Sitamon, che andò in sposa al proprio padre con il titolo eccelso di "Grande sposa reale", e dopo la principessa Iside, che pure Amenofi III sposò per poterla elevare al rango di regina (è molto probabile che, spesso, tali legami tra padre e figlia all'interno della famiglia reale avessero fini meramente cerimoniali, senza necessariamente tradursi in relazioni sessuali).

## Biografia

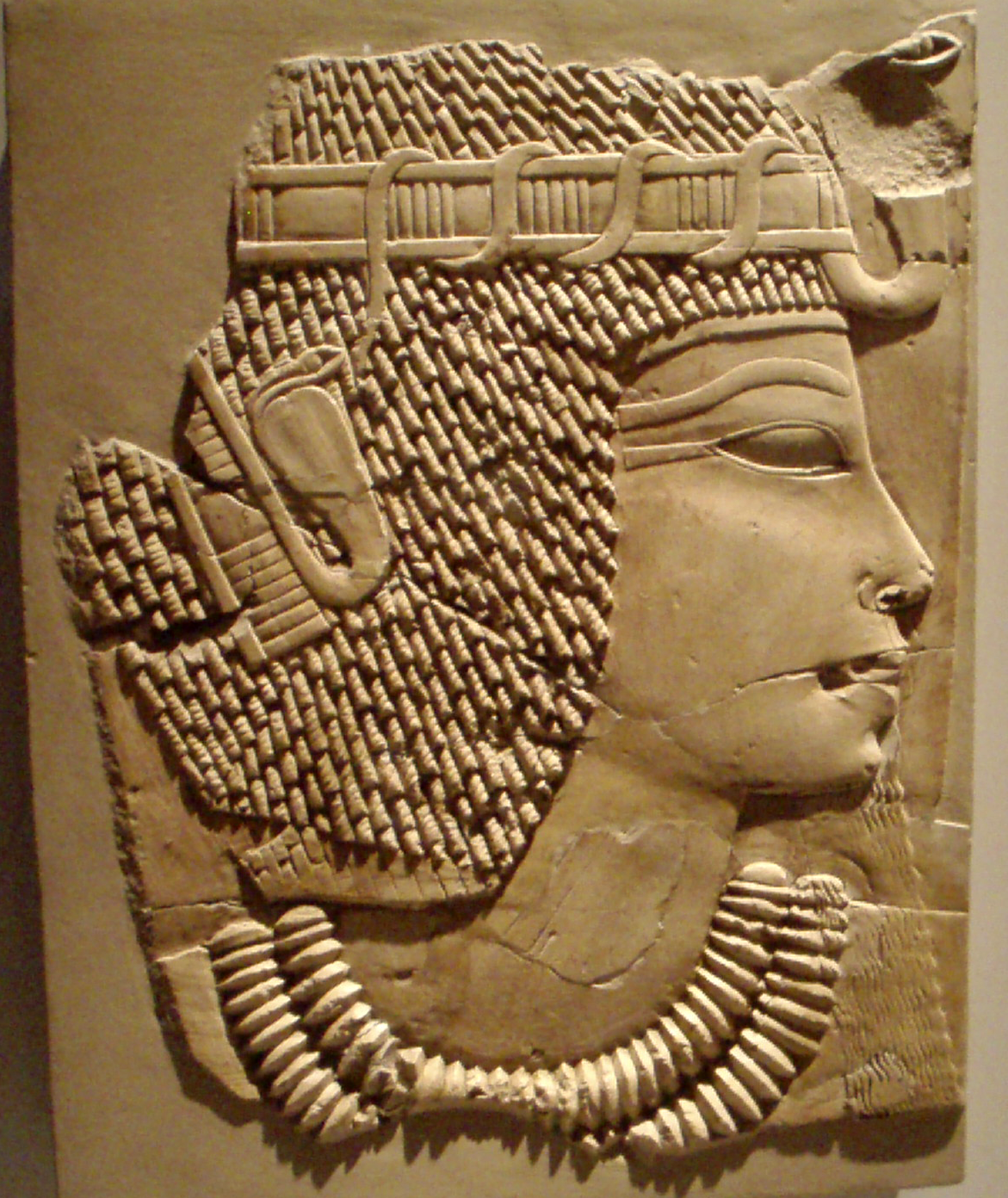
Rilievo di Amenofi III, padre, e forse sposo, di Henuttaneb. Ägyptisches Museum und Papyrussammlung, Berlino.

Henuttaneb compare in un colosso dei suoi genitori rinvenuto a Medinet Habu: questa enorme statua di gruppo, alta 7 metri, mostra Amenofi III e la regina Tiy seduti uno accanto all'altra e 
Compare inoltre nel Tempio di Soleb, insieme ai genitori e alla sorella Iside, e su una lastra di corniola conservata al Metropolitan Museum of Art di New York insieme alla principessa Iside, di fronte ai genitori. Il suo nome è stato inoltre rilevato su tre frammenti di faience.
Non è chiaro se Henuttaneb sia stata elevata o meno al rango di regina come Sitamon e Iside. Non esistono sue menzioni con il titolo di "Sposa del re", altrimenti immancabile, ma, sulla già citata lastra di corniola, il suo nome compare inscritto all'interno di un cartiglio - privilegio riservato ai re e alle loro regine. Scompare dalle fonti dopo la morte del padre Amenofi III.